# Marais dans la forêt. Automne
Marais dans la forêt. Automne (en russe : Болото в лесу. Осень) est un tableau paysager du peintre russe Fiodor Vassiliev (1850-1873), réalisé en 1872 (ou 1873). Il est conservé au Musée russe à Saint-Pétersbourg (sous no  Ж-4103 de l'inventaire). Les dimensions du tableau sont de 81 × 111,5 cm,,(selon d'autres données, 81 × 115,5 cm). Le tableau est désigné par d'autres noms tels que Automne dans le marais, Automne dans la forêt et Paysage d'automne. La toile représente des arbres près d'un marais forestier, recouverts de leur feuillage d'automne, dont la couleur dorée s'éclaire sur un fond de ciel bleu foncé,.
Vassiliev commence à travailler sur la toile Marais dans la forêt. Automne en 1872, en Crimée où il suit un traitement contre la tuberculose,. Apparemment, dans le sujet de sa composition, il réunit ses souvenirs nostalgiques sur les marais du Nord, ses impressions sur les forêts dans le gouvernement de Kharkov, et aussi des vues d'automne en Crimée. Le tableau n'a pas été achevé en raison de la mort du peintre survenue le 24 septembre 1873 (6 octobre dans le calendrier grégorien) à Yalta, à l'âge de 23 ans.
Selon le critique d'art Dmitri Sarabianov, Marais dans la forêt. Automne est le produit d'une riche inspiration et peut être considéré comme l'un des chefs-d'œuvre de l'artiste. L'historien d'art Nikolaï Novouspenski considère que, dans ce tableau, Vassiliev se montre « courageux et novateur, cherchant activement de nouveaux moyens, de nouvelles possibilités en peinture, regardant loin devant lui et anticipant la direction vers laquelle l'art va progresser ». Selon la critique d'art Faïna Maltseva, « le tableau est resté inachevé et laisse une trace visible de l'énergie incessante et passionnée dont l'artiste faisait preuve, qui n'a été interrompue que lorsque se sont effondrés les derniers espoirs de guérison ».

## Histoire
Durant les années 1863 à 1867, Fiodor Vassiliev suit les cours du soir de la classe de dessin de la Société impériale d'encouragement des beaux-arts. À la fin de sa formation, son principal centre d'intérêt devient la peinture de paysage,,. En 1867, avec le peintre Ivan Chichkine, Vassiliev se rend sur l'Île de Valaam, où il travaille beaucoup sur le motif,,. Vassiliev passe l'été de l'année 1868 dans le village de Constantinov près de Saint-Pétersbourg, et c'est cette même année qu'il reçoit le premier prix de société de promotion des artistes pour son tableau Retour du troupeau (aujourd'hui à la Galerie Tretiakov). Durant l'été 1870, il voyage sur la Volga, ensemble avec les peintres Ilia Répine et Ievgueni Makarov, et crée en souvenir de ce voyage la toile Vue de la Volga. Barques (aujourd'hui au Musée russe) ainsi qu'une série d'autres tableaux,.

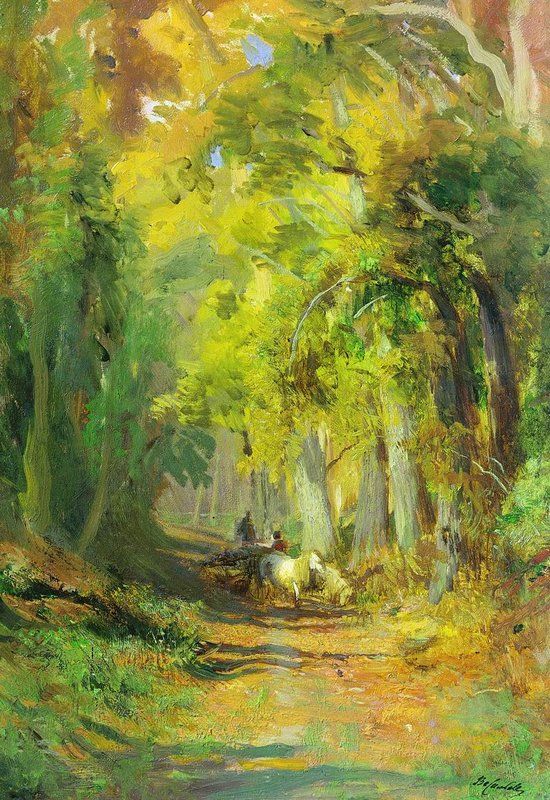
La Forêt en automne (1869-1871), Galerie Tretiakov.

Au début de l'année 1871, Vassiliev réalise son tableau Le Dégel (aujourd'hui à la Galerie Tretiakov), qui obtient le premier prix de la Société de promotion des artistes,. Une copie réalisée par l'auteur lui-même est envoyée en 1872 à l'exposition internationale à Londres, où elle est très appréciée par la critique. En travaillant sur Le Dégel, Vassiliev s'enrhume sérieusement. La maladie se prolonge et provoque une recrudescence de tuberculose, maladie pour laquelle il avait une prédisposition génétique,.

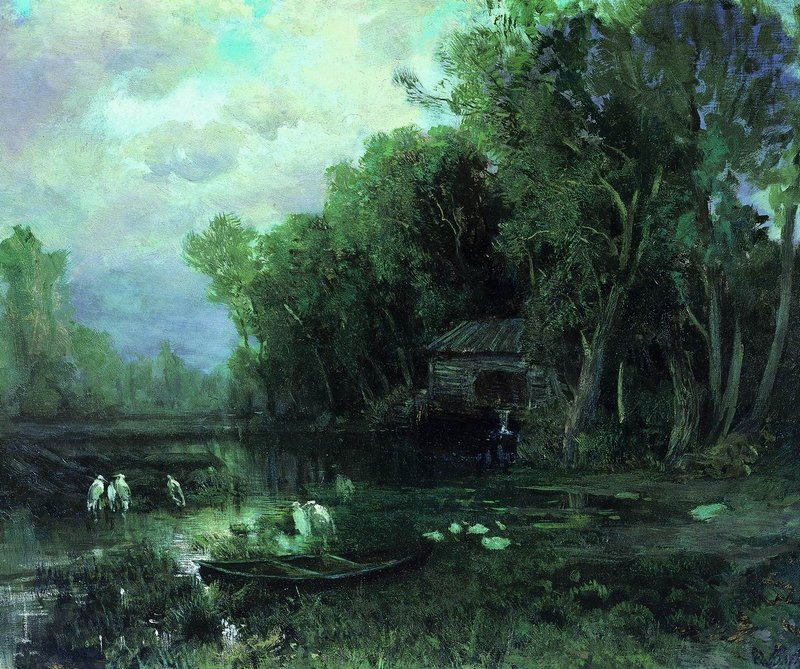
Le Moulin abandonné (1871-1873, Galerie Tretiakov).

Il lui est recommandé, vu son état de santé, de séjourner sous un climat plus propice, et, sur invitation du comte Pavel Stroganov (ru), Vassiliev se rend dans son domaine situé dans le gouvernement de Kharkov à Khoten, au mois de mai 1871. Il y reste jusqu'en juillet, puis poursuit ensuite son voyage jusqu'en Crimée et s'installe à Yalta,. Sa vie en Crimée s'accompagne de graves difficultés et, dans une lettre adressée à Pavel Tretiakov, envoyée peu après son arrivée à Yalta, Vassiliev écrit : « Ma situation est vraiment pénible et sans issue, je suis seul dans une ville étrangère, sans argent et malade »,.
Pendant son séjour dans le sud, les paysages du nord lui manquaient et, dans une lettre au peintre Ivan Kramskoï, il écrit : « Les marais, les marais ! Si vous saviez à quel point mon cœur se serre douloureusement ! Et même sans pouvoir respirer librement, je pense à cette force vivifiante, à ces exhalaisons qui se répandent au-dessus de l'eau le matin. », En utilisant le souvenir de ses impressions anciennes et ses études et croquis personnels, en Crimée, Vassiliev continue à travailler à des tableaux sur la nature de la Russie centrale. Peut-être l'un de ceux-ci était-il le croquis La Forêt en automne (1869—1871, toile, huile, 43 × 30 cm, Galerie Tretiakov),.
Il semble que Vassiliev ait commencé à travailler sur sa toile Marais dans la forêt. Automne en 1872. Dans les lettres du peintre, les éléments du tableau ne sont pas décrits et il est seulement fait mention du début de son travail sur celui-ci,. Il parle seulement d'une toile Grand Marais et de La Prairie humide (aujourd'hui à la Galerie Tretiakov). Vassiliev crée sa toile Marais dans la forêt. Automne en même temps que Le Moulin abandonné (1871-1873, toile, huile, 45,4 × 56,4 cm, Galerie Tretiakov). Aucun de ces deux tableaux n'a été achevé du fait de la mort de l'artiste mort à Yalta à l'âge de 23 ans, le 24 septembre 1873 (6 octobre dans le calendrier grégorien).
Après sa mort, on retrouve sa toile Marais dans la forêt. Automne dans la collection d'un marchand de la première guilde du nom de Mikhaïl Grenstrand (1856-1937), qui vit à Saint-Pétersbourg. En 1920, la collection de ce marchand est transférée au Comité pour le contrôle de l'État sur l'utilisation et la protection des monuments historiques et artistiques anciens. La même année, ce tableau Marais dans la forêt. Automne entre au Musée russe,.
Actuellement la toile Marais dans la forêt. Automne est exposée dans la salle no 20 du Palais Mikhaïlovski, où sont rassemblées d'autres toiles de Vassiliev, parmi lesquelles : Village, Vue sur la Volga. Barques, Dans l'enceinte de l'église à Valaam ainsi qu'une copie de la main de l'artiste intitulée Le Dégel.

## Description
La forêt s'étend au fond de la toile sur toute sa largeur, du bord gauche au bord droit. Les arbres, parmi lesquels on reconnaît des bouleaux et des trembles, sont recouverts de leur feuillage d'automne, en partie fortement jauni, en partie déjà de couleur rouille. Au premier plan, un marais envahi de carex, sur les mottes duquel se tiennent des hérons. Au centre, un petit étang peint dans des tons bleu verdâtre est cerné de rives parsemées de feuilles mortes aux couleurs rose-ocre. Cette image du marais fait écho aux motifs de la toile peinte précédemment intitulée La Prairie humide. 
Au centre droit de la composition, se détache un groupe d'arbres (probablement des chênes), qui forment une tache de couleur, éclairée sur un fond de ciel aux nuages sombres,. Pour réaliser le ciel, l'artiste utilise une technique sophistiquée de coups de pinceaux rapides avec une large gamme de nuances de tonalités. Cela lui permet d'obtenir un jeu de lumière un peu fantasque. L'impression qui en ressort est qu'il s'agit d'un soleil du soir qui vient révéler une dernière fois la diversité éblouissante des couleurs d'automne de la forêt. C'est une beauté éphémère et les nuages et la nuit finiront par cacher le soleil. En même temps disparaîtra ce déploiement de richesse des tons de la nature. Le caractère décoratif du feuillage d'automne flamboyant sur un fond de ciel bleu foncé annonce les expériences et découvertes ultérieures des peintres russes Arkhip Kouïndji et Isaac Levitan. 
- Fragments de Marais dans la forêt.Automne

"Fragments
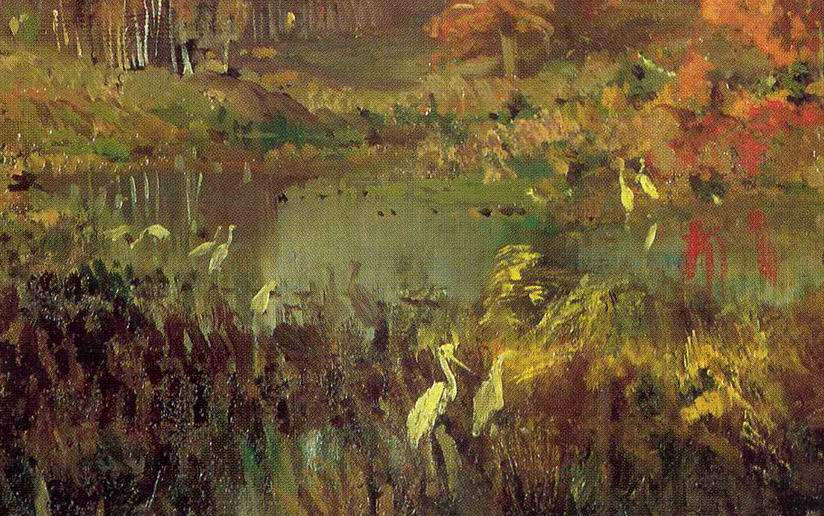
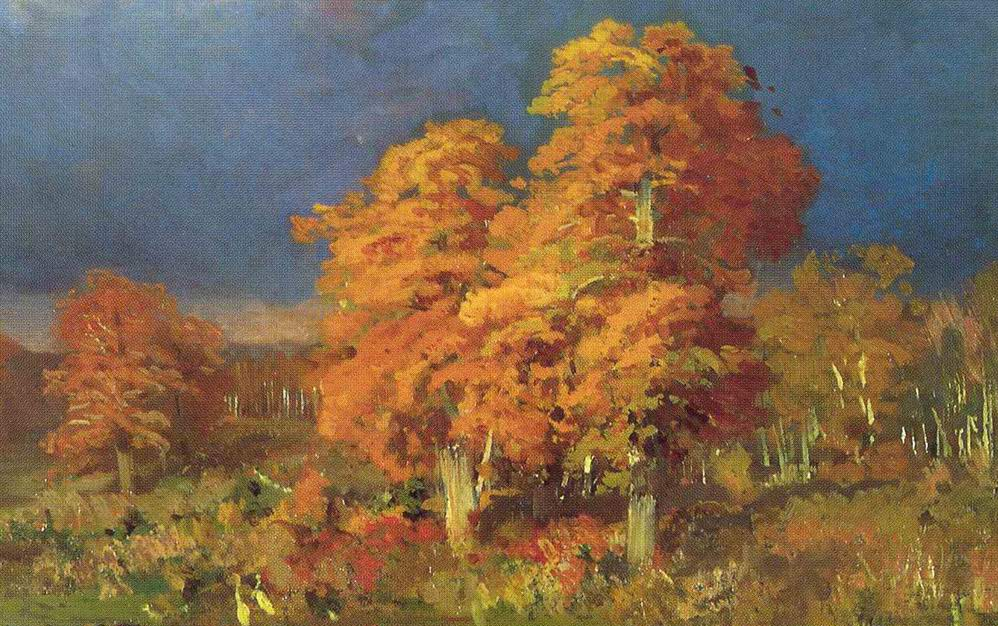

Dans son travail sur le tableau Marais dans la forêt. Automne sont réunis les souvenirs nostalgiques des marais du Nord russe, des bois du gouvernement de Kharkov, des paysages d'automne de Crimée. Ce sont les tons orange cuivre des sous-bois de chênes et les couleurs dorées des hêtres qui poussent sur les flancs des coteaux. Le fait que la mort ait empêché le peintre de terminer sa toile donne à celle-ci une écriture de style impressionniste,. Et certains critiques n'hésitent pas à appeler Vassiliev l'ancêtre (ou au moins un des précurseurs) de l'impressionnisme russe (ru),. L'intensité et la saturation de la couleur de cette toile à dominante orangée témoigne des qualités exceptionnelles de coloriste de Vassiliev.

## Critiques

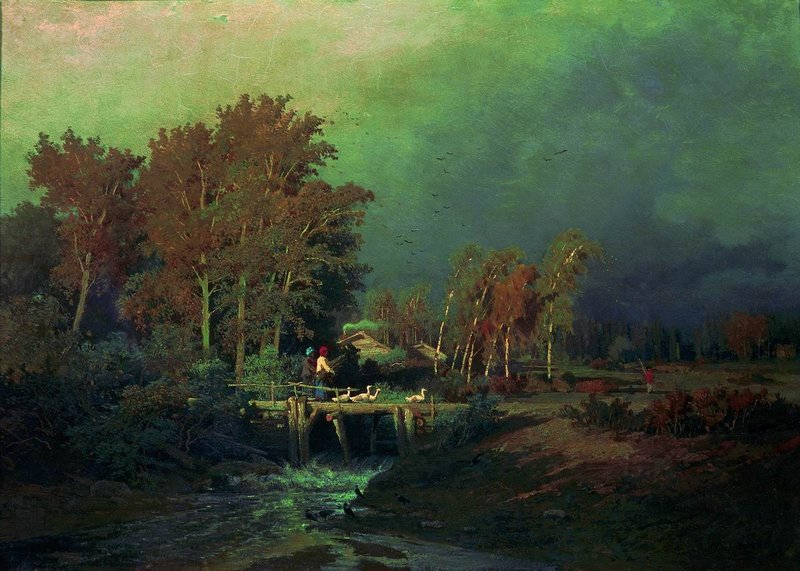
Fiodor Vassiliev Avant la pluie; 1870-1871 Galerie Tretiakov.

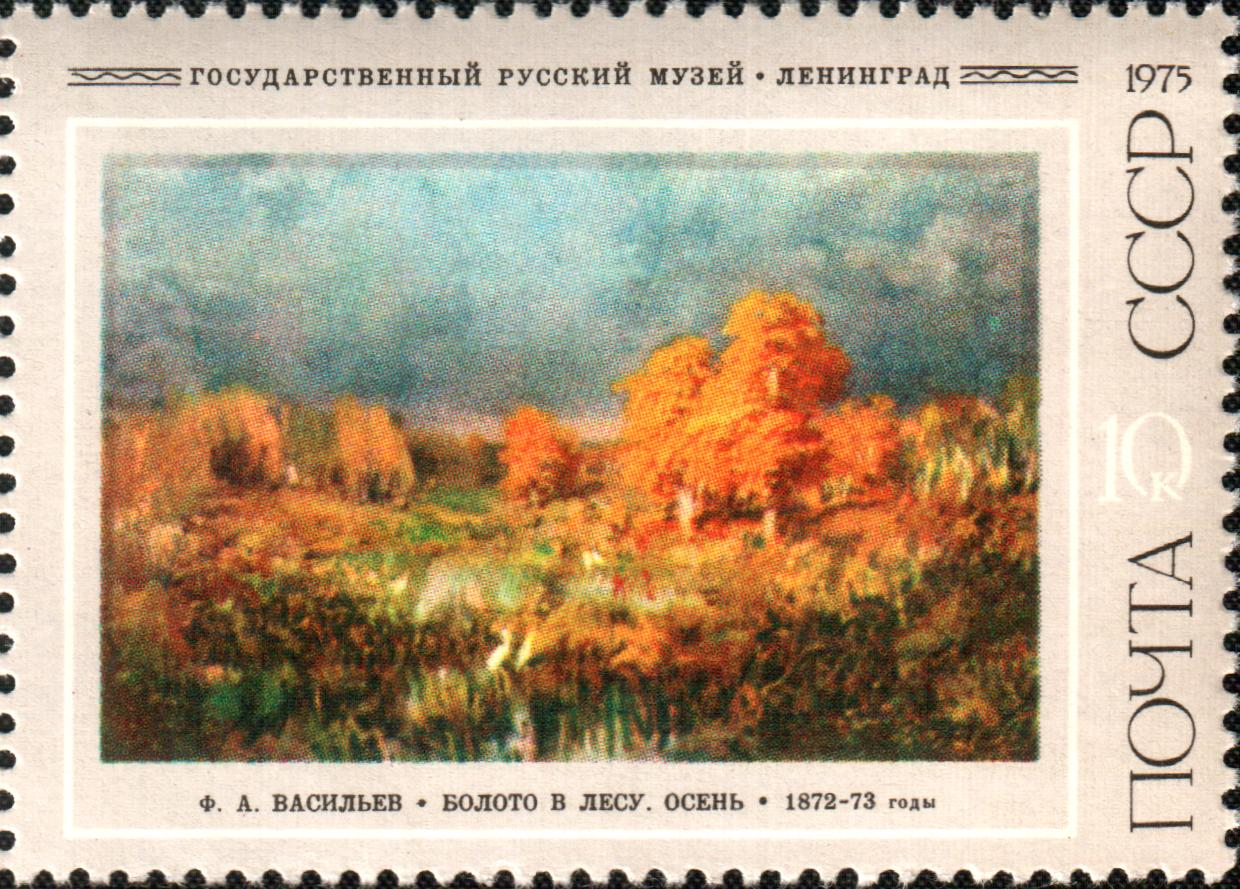
Timbre-poste Marais dans la forêt. Automne, URSS, 1975

À propos de l'effet de l'éclairage rendu dans la toile Marais dans la forêt. Automne, l'historien d'art Alekseï Fiodorov-Davydov le compare à celui de la toile plus ancienne de Vassiliev Avant la pluie (1870-1871, Galerie Tretiakov) et remarque que dans les deux tableaux le fond est sombre, couvert de nuages gris foncé, ce qui permet de souligner par leur éclat intense les autres éléments du tableau. Le caractère inachevé de Marais dans la forêt. Automne renforce cet effet selon Fiodorov-Davydov,.
Selon le critique d'art Dmitri Sarabianov, les tableaux inachevés Marais dans la forêt. Automne et Le Moulin abandonné peuvent être considérés comme les chefs-d'œuvre de Vassiliev. La toile Marais dans la forêt est plus particulièrement associée à des toiles d'Isaac Levitan de la « période de maturité », telles que Automne doré (1895, Galerie Tretiakov) par exemple. Selon Sarabianov, la composition picturale de Marais se construit principalement à partir de la couleur et cette technique y est encore plus accentuée que dans la toile Avant la pluie.
Nikolaï Novouspenski, critique d'art, note la multiplicité du contenu poétique dans l'image du Marais dans la forêt. C'est un véritable « hymne à la beauté de la nature automnale, dans lequel se mêle à un enthousiasme joyeux, un sentiment de tristesse ». Pour ce critique, « par la perfection et la force de la peinture », ce paysage de Vassiliev n'a guère été dépassé que par Automne doré, le tableau d'Isaac Levitan réalisé en 1895. Remarquant la musicalité exceptionnelle de Vassiliev, il estime que sa peinture provoque des rapprochements avec des œuvres musicales, et en particulier Marais dans la forêt qui « peut être comparé à un chant choral polyphonique pour une fête solennelle ». Dans ce tableau, Vassiliev se montre « un innovateur audacieux cherchant activement de nouveaux moyens et de nouvelles méthodes en peinture, regardant loin devant lui et pressentant la direction dans laquelle les beaux-arts allaient se développer ».
L'historienne d'art Faïna Maltseva écrit que Marais dans la forêt. Automne, Le Matin et Le Moulin abandonné témoignent de l'apparition d'une nouvelle étape dans l'œuvre du peintre et donnent « une idée claire du nombre de recherches exaltantes que Vassiliev a effectuées pour renouveler ses thèmes, qui se manifestent non seulement dans la variété des sujets, mais aussi dans la recherche de nouvelles solutions techniques ». En même temps, Maltseva note que Marais dans la forêt. Automne se distingue parmi les derniers paysages de Vassiliev tant pas son motif que par sa composition pittoresque, qui étonne par « cet embrasement de couleurs presque pures ». Ce qui reste de Marais dans la forêt c'est, selon Maltseva, « une trace vivante de l'énergie passionnée et irrésistible de l'esprit créatif de l'artiste, qui ne sera interrompue que lorsque l'espoir de guérison s'est effondré ».